# Vitale Candiano
Vitale Candiano, född okänt år, död 979, var en venetiansk doge. Han var regerande doge av Venedig 978–979.